# Dita Krūmberga
Dita Krūmberga (ur. 20 marca 1984 w Rydze) – łotewska koszykarka, występująca na pozycji rzucającej, reprezentantka kraju, olimpijka.

## Osiągnięcia
Na podstawie, o ile nie zaznaczono inaczej.

### NCAA
- Zaliczona do I składu NEC (2007)

### Drużynowe
- Mistrzyni Łotwy (2010, 2011)[4][5]
- Wicemistrzyni:
  - Łotwy (2009, 2012)[6][7]
  - Słowacji (2008)
- 4. miejsce w Lidze Bałtyckiej (2009)
- Uczestniczka międzynarodowych rozgrywek:
  - Euroligi (2008–2011)
  - Eurocup (2007/2008)

### Indywidualne
(* – nagrody przyznane przez portal eurobasket.com)
- MVP sezonu ligi łotewskiej (2011)*[5]
- Skrzydłowa roku ligi łotewskiej (2011)*[5]
- Zaliczona do*:
  - I składu ligi łotewskiej (2011)[5]
  - składu honorable mention (2010)[4]

### Reprezentacja
Seniorska
- Uczestniczka:
  - igrzysk olimpijskich (2008 – 9. miejsce)
  - mistrzostw Europy (2007 – 4. miejsce, 2009 – 7. miejsce)
  - turnieju FIBA Diamond Ball (2008 – 4. miejsce)
  - kwalifikacji:
    - olimpijskich (2008 – 5. miejsce)
    - do Eurobasketu (2011)

Młodzieżowe
- Uczestniczka:
  - mistrzostw Europy:
    - U–20 (2004 – 12. miejsce)
    - U–18 (2000 – 10. miejsce)

  - kwalifikacji do mistrzostw Europy:
    - U–20 (2004)
    - U–18 (2000)
    - U–16 (1999)